# Sacramentorum sanctitatis tutela
Sacramentorum sanctitatis tutela - list apostolski Motu proprio Jana Pawła II ogłaszający normy postępowania w wypadkach ciężkich przestępstw zarezerwowanych do osądu przez Kongregację Nauki Wiary wydany w Watykanie w 2001 roku, będący odniesieniem do kontrowersyjnego dokumentu Crimen sollicitationis.